# Анна Гольштейн-Готторпская (1575)
Анна Гольштейн-Готторпская (дат. Anna af Holsten-Gottorp; 27 февраля 1575, Замок Готторп, Шлезвиг-Гольштейн — 24 апреля 1610, Леерорт) — принцесса Гольштейн-Готторпа, дочь герцога Гольштейн-Готторпского Адольфа и Кристины Гессенской, жена графа Восточной Фризии Энно III.

## Биография

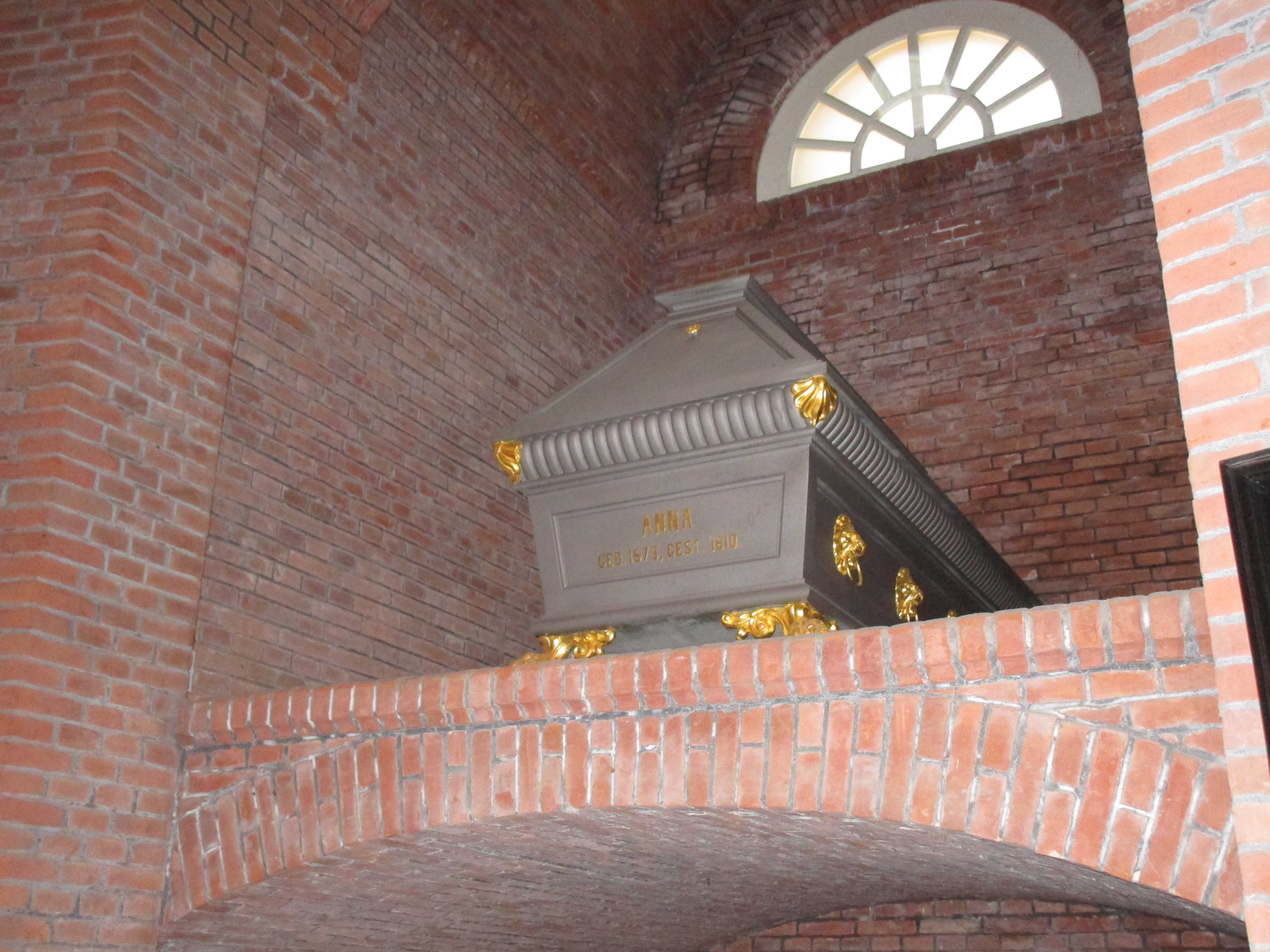
Место упокоения Анны

Анна родилась 27 февраля 1575 года в Готторпе. Она была седьмым ребёнком и четвёртой дочерью в семье первого герцога Гольштейн-Готторпа Адольфа и его жены Кристины Гессенской.
Отец был третьим сыном короля Дании и Норвегии Фредерика I. В 1544 году они с братьями поделили территорию герцогств Шлезвиг и Гольштейн на три части так, чтобы они приносили примерно одинаковую прибыль. Адольф выбрал часть с замком Готторп.
Он умер, когда Анне было одиннадцать лет. В течение следующих четырёх лет страной руководили последовательно её старшие братья: Фридрих II, Филипп и Иоганн Адольф. Последний и остался при власти, впоследствии, единственным из братьев, женившись и продолжив династию.
В возрасте 23 лет Анна вышла замуж за Энно III. Жених был вдовцом и имел двух взрослых дочерей от первого брака. Свадьба прошла в Эзенсе 28 января 1598 года.
1 марта 1599 года Едцард II умер, и правящим графом стал муж Анны Энно III. За полтора месяца родился их первенец, которого назвали Эдцард Густав. Всего же у супругов было пятеро детей:
- Эдцард Густав (1599—1612) — умер в возрасте 13 лет;
- Анна Мария (1601—1634) — жена герцога Мекленбург-Шверинского Адольфа Фридриха I, имела восемь детей;
- Рудольф Кристиан (1602—1628) — следующий граф Восточной Фризии в 1625—1628 годах, женатым не был, детей не имел;
- Ульрих (1605—1648) — граф Восточной Фризии в 1628—1648 годах, был женат на Юлиане Гессен-Дармштадтской, имел трех сыновей;
- Кристина София (1609—1658) — жена Филиппа III, ландграфа Гессен-Буцбахского, детей не имела.

Во время Тридцатилетней войны, с ноября 1622 года по январь 1624 года, графство было оккупировано Эрнстом фон Мансфельдом, за исключением города Эмден. Страна была разграблена, а летом 1623 года ещё и пострадала от эпидемии чумы.
Анна ушла из жизни 24 апреля 1625 года. Муж пережил её на четыре месяца. До 1744 года графством правили потомки их сына Ульриха.